# Abbey Road (weg)

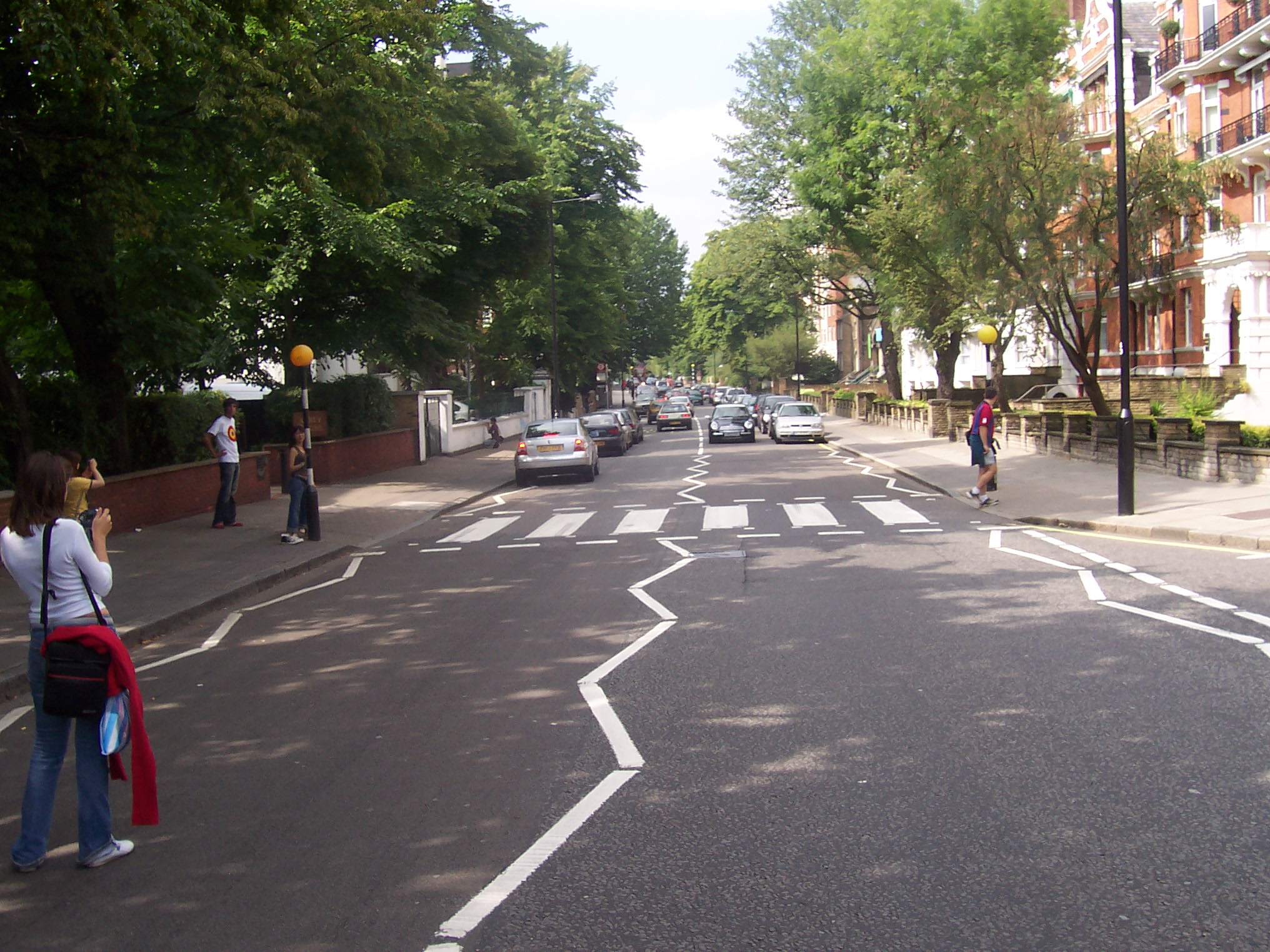
Het bekende zebrapad in Abbey Road

Abbey Road is een doorgaande weg in de stadsdelen Camden en Westminster in Londen. Hij loopt ruwweg van het noordwesten naar het zuidoosten door St John's Wood in de buurt van Lord's Cricket Ground.
In het noordwesten begint Abbey Road in Kilburn, op het kruispunt van Quex Road en West End Lane. De weg loopt ongeveer een mijl naar het zuidwesten en kruist Belsize Road, Boundary Road, Blenheim Terrace en Marlborough Place. Hij eindigt op het kruispunt van Grove End Road en Garden Road.
Op het adres 3 Abbey Road bevinden zich de opnamestudio's van EMI, waar The Beatles veel plaatopnames gemaakt hebben. Om die reden krijgen de studio's nog veel bezoekers. De EMI Studios werden in 1970 omgedoopt in Abbey Road Studios.
Het Beatles-album Abbey Road uit 1969 is genoemd naar deze straat. De platenhoes, ontworpen door Paul McCartney, is een foto gemaakt op 8 augustus 1969 door fotograaf Iain Macmillan van The Beatles terwijl ze op Abbey Road over een zebrapad lopen.
Op die foto staat een Volkswagen Kever (Engelse bijnaam: een Beetle) met het kenteken LMW 281 F. De auto was van iemand die op Abbey Road woonde en werd in 1986 door een Amerikaanse verzamelaar gekocht. De kentekenplaat werd vaak door souvenirjagers gestolen. Ook de straatnaamborden van Abbey Road werden veelvuldig gestolen.
Toeristen brengen een bezoek aan de straat om de foto van de platenhoes na te maken, wat soms verkeershinder veroorzaakt. 
In 1988 zouden de Red Hot Chili Peppers het hoesontwerp kopiëren door op de hoes van hun Abbey Road EP een vergelijkbare foto te gebruiken. Hierop lopen de Peppers over het zebrapad van Abbey Road, met als enige kledingstuk een sok om hun penis.
Sinds 22 december 2010 staat het zebrapad van Abbey Road op de Grade II Statutory List of Buildings of Special Architectural or Historic Interest van English Heritage.